# Mistrovství Evropy v judu 2015 – muži – polotěžká váha (-100 kg)
Zápasy v judu na I. Evropský hrách / mistrovství Evropy v kategorii polotěžkých vah mužů proběhly v Baku, 27. června 2015.

## Finále
| finále        |           |
| ------------- | --------- |
| Lukáš Krpálek | Henk Grol |
| Henk Grol     | Henk Grol |

## Opravy / O bronz
Poražení čtvrtfinalisté se utkávají mezi sebou v opravách. Vítězové oprav následně vyzvou poražené semifinalisty v boji o bronzovou medaili.
| opravy             | o bronz        |                |
| ------------------ | -------------- | -------------- |
| Toma Nikiforov     | Toma Nikiforov | Toma Nikiforov |
| Karl-Richard Frey  | Toma Nikiforov | Toma Nikiforov |
|                    | Jorge Fonseca  | Toma Nikiforov |
| Frederik Jørgensen | Dmitrij Peters | Cyrille Maret  |
| Dmitrij Peters     | Dmitrij Peters | Cyrille Maret  |
|                    | Cyrille Maret  | Cyrille Maret  |

## Pavouk
|   | 1/32                 | 1/16               | čtvrtfinále        | semifinále    | finále        |
| - | -------------------- | ------------------ | ------------------ | ------------- | ------------- |
| A | volný los            | Lukáš Krpálek      | Lukáš Krpálek      | Lukáš Krpálek | Lukáš Krpálek |
| A | volný los            | Lukáš Krpálek      | Lukáš Krpálek      | Lukáš Krpálek | Lukáš Krpálek |
| A | Elchan Mammadov      | Elchan Mammadov    | Lukáš Krpálek      | Lukáš Krpálek | Lukáš Krpálek |
| A | Zlatko Kumrić        | Elchan Mammadov    | Lukáš Krpálek      | Lukáš Krpálek | Lukáš Krpálek |
| A | Toma Nikiforov       | Toma Nikiforov     | Toma Nikiforov     | Lukáš Krpálek | Lukáš Krpálek |
| A | Miklós Cirjenics     | Toma Nikiforov     | Toma Nikiforov     | Lukáš Krpálek | Lukáš Krpálek |
| A | Stefan Jurišić       | Domenico Di Guida  | Toma Nikiforov     | Lukáš Krpálek | Lukáš Krpálek |
| A | Domenico Di Guida    | Domenico Di Guida  | Toma Nikiforov     | Lukáš Krpálek | Lukáš Krpálek |
| B | volný los            | Karl-Richard Frey  | Karl-Richard Frey  | Cyrille Maret | Lukáš Krpálek |
| B | volný los            | Karl-Richard Frey  | Karl-Richard Frey  | Cyrille Maret | Lukáš Krpálek |
| B | Artem Blošenko       | Michael Korrel     | Karl-Richard Frey  | Cyrille Maret | Lukáš Krpálek |
| B | Michael Korrel       | Michael Korrel     | Karl-Richard Frey  | Cyrille Maret | Lukáš Krpálek |
| B | volný los            | Cyrille Maret      | Cyrille Maret      | Cyrille Maret | Lukáš Krpálek |
| B | volný los            | Cyrille Maret      | Cyrille Maret      | Cyrille Maret | Lukáš Krpálek |
| B | Petr Palčik          | Petr Palčik        | Cyrille Maret      | Cyrille Maret | Lukáš Krpálek |
| B | David Büchel         | Petr Palčik        | Cyrille Maret      | Cyrille Maret | Lukáš Krpálek |
| C | volný los            | Elmar Kasimov      | Jorge Fonseca      | Jorge Fonseca | Henk Grol     |
| C | volný los            | Elmar Kasimov      | Jorge Fonseca      | Jorge Fonseca | Henk Grol     |
| C | Jorge Fonseca        | Jorge Fonseca      | Jorge Fonseca      | Jorge Fonseca | Henk Grol     |
| C | Grigorij Minaškin    | Jorge Fonseca      | Jorge Fonseca      | Jorge Fonseca | Henk Grol     |
| C | Martin Pacek         | Jevgenij Borodavko | Frederik Jørgensen | Jorge Fonseca | Henk Grol     |
| C | Jevgenij Borodavko   | Jevgenij Borodavko | Frederik Jørgensen | Jorge Fonseca | Henk Grol     |
| C | Frederik Jørgensen   | Frederik Jørgensen | Frederik Jørgensen | Jorge Fonseca | Henk Grol     |
| C | Christoph Kronberger | Frederik Jørgensen | Frederik Jørgensen | Jorge Fonseca | Henk Grol     |
| D | volný los            | Dmitrij Peters     | Dmitrij Peters     | Henk Grol     | Henk Grol     |
| D | volný los            | Dmitrij Peters     | Dmitrij Peters     | Henk Grol     | Henk Grol     |
| D | Jakub Wojcik         | Jakub Wojcik       | Dmitrij Peters     | Henk Grol     | Henk Grol     |
| D | Matej Hajás          | Jakub Wojcik       | Dmitrij Peters     | Henk Grol     | Henk Grol     |
| D | volný los            | Henk Grol          | Henk Grol          | Henk Grol     | Henk Grol     |
| D | volný los            | Henk Grol          | Henk Grol          | Henk Grol     | Henk Grol     |
| D | Ben Fletcher         | Ben Fletcher       | Henk Grol          | Henk Grol     | Henk Grol     |
| D | Isaac Bezzina        | Ben Fletcher       | Henk Grol          | Henk Grol     | Henk Grol     |